# Justicia khasiana
Justicia khasiana är en akantusväxtart som beskrevs av C. B. Cl.. Justicia khasiana ingår i släktet Justicia och familjen akantusväxter. Inga underarter finns listade i Catalogue of Life.